# コンパクト作用素のスペクトル理論
数学の函数解析学の分野におけるコンパクト作用素のスペクトル理論（コンパクトさようそのスペクトルりろん、英: spectral theory of compact operators）は、リース・フリジェシュによって初めて構築された。コンパクト作用素は有界集合を相対コンパクト集合に写すバナッハ空間上の線型作用素である。ヒルベルト空間 H の場合、コンパクト作用素は一様作用素位相における有限ランクの作用素の閉包である。一般に無限次元空間上の作用素は、有限次元の場合、すなわち行列の場合では現れない性質を示す。コンパクト作用素は、一般の作用素から期待される以上に行列との共通点を多く持つという点において価値がある。特に、コンパクト作用素のスペクトル性は正方行列のそれと似ている。
この記事では、初めに行列の場合の対応する結果をまとめた後、コンパクト作用素のスペクトル性について議論する。読者は、殆どの内容が一つ一つ行列の場合に対応することに気付くであろう。

## 行列のスペクトル理論
正方行列に対する古典的な結果は、次の定理に述べられるジョルダン標準形である：
定理 A を n × n 複素行列、すなわち Cn 上の線型作用素とする。λ1...λk を A の異なる固有値とするとき、Cn は次のように A の不変部分空間に分解できる：
{\displaystyle \mathbf {C} ^{n}=\bigoplus _{i=1}^{k}Y_{i}.}
部分空間は Yi = Ker(λi − A)m である。但し Ker(λi − A)m = Ker(λi − A)m+1 である。さらに、レゾルベント函数 ζ → (ζ − A)−1 の極は A の固有値と一致する。

## コンパクト作用素

### 内容
X をバナッハ空間、C を X 上のコンパクト作用素、σ(C) を C のスペクトルとする。C  のスペクトル性は次のようなものである：
定理

i) ゼロでないすべての λ ∈ σ(C) は、C の固有値である。

ii) ゼロでないすべての λ ∈ σ(C) に対し、ある m が存在して Ker(λi − C)m = Ker(λi − C)m+1 が成立する。さらにこの部分空間は有限次元である。

iii) 固有値は 0 においてのみ集積しうる。X の次元が有限でないなら、σ(C) は必ず 0 を含む。

iv) σ(C) は高々可算無限である。

v) ゼロでないすべての λ ∈ σ(C) は、レゾルベント函数 ζ → (ζ − C)−1 の極である。

### 証明

#### 準備となる補題
上述の定理では λ ≠ 0 に対する作用素 λ − C のいくつかの性質が示されていた。証明においては、一般性を失うことなく λ = 1 とすることが出来る。したがって、恒等作用素 I に対する I − C を考える。証明には次の二つの補題が必要となる。
補題1（リースの補題） X をバナッハ空間とし、Y ⊂ X, Y ≠ X をその閉部分空間とする。すべての ε > 0 に対して、||x|| = 1 であるような x ∈ X で次を満たすものが存在する。
{\displaystyle 1-\varepsilon \leq d(x,Y)\leq 1}

ここで d(x, Y) は x から Y への距離である。
この補題は定理の証明の過程で繰り返し利用される。X がヒルベルト空間の場合、この補題は自明であることに注意されたい。
補題2 C がコンパクトなら、Ran(I − C) は閉である。
証明：考えているノルムにおいて (I − C)xn → y を仮定する。{xn} が有界なら、C のコンパクト性より C xnk がノルム収束するようなある部分列 xnk が存在する。したがって xnk = (I - C)xnk + C xnk はある x にノルム収束する。これより (I − C)xnk → (I − C)x = y が従う。同様の議論は、距離 d(xn, Ker(I − C)) が有界である場合にも成り立つ。
特に d(xn, Ker(I − C)) は必ず有界となる。実際、逆を仮定する。X/Ker(I − C) 上の (I − C) の商写像を考える。それは依然として (I − C) と表すものとする。X/Ker(I − C) 上の商ノルムは依然として ||·|| で表され、{xn} は商空間おける同値類の代表元と見なされる。||xn|| > k であるような部分列 {xnk} を取り、単位ベクトルの列を znk = xnk/||xnk|| で定義する。再び、ある z に対して (I − C)znk → (I − C)z が成立する。||(I − C)znk|| = ||(I − C)xnk||/ ||xnk|| → 0 であるため、(I − C)z = 0、すなわち z ∈ Ker(I − C) が成り立つ。商写像を考えているため、z = 0 である。しかし、z は単位ベクトルの列のノルム極限であるため、これは矛盾である。以上より補題は示された。

#### 定理の証明
i) 一般性を失うことなく λ = 1 と仮定出来る。λ ∈ σ(C) が固有値でないということは、(I − C) が単射であるが全射でないことを意味する。補題2より、Y1 = Ran(I − C) は X の閉真部分空間である。(I − C) は単射なので、Y2 = (I − C)Y1 は再び Y1 の閉真部分空間となる。Yn = Ran(I − C)n を定義し、次の部分空間の減少列を考える。
{\displaystyle Y_{1}\supset \cdots \supset Y_{n}\cdots \supset Y_{m}\cdots }
ここですべての包含は厳密な包含である。補題1より、d(yn, Yn+1) > ½ であるような単位ベクトル yn ∈ Yn を選ぶことが出来る。C のコンパクト性より、{C yn} は必ずノルム収束する部分列を含む。しかし、n < m に対して
{\displaystyle \left\|Cy_{n}-Cy_{m}\right\|=\left\|(C-I)y_{n}+y_{n}-(C-I)y_{m}-y_{m}\right\|}
となり、
{\displaystyle (C-I)y_{n}-(C-I)y_{m}-y_{m}\in Y_{n+1}}
であることに注意すれば、||Cyn − Cym|| > ½ となる。これは矛盾であるため、λ は固有値でなければならない。
ii) { Yn = Ker(λi − A)n} は、閉部分空間の増加列である。定理では、この列はどこかで止まることが主張されている。逆に、止まらない、すなわちすべての n に対して真の包含関係 Ker(λi − A)n ⊂ Ker(λi − A)n+1 が成り立つものと仮定する。補題1より、単位ベクトルの列 {yn}n ≥ 2 で yn ∈ Yn かつ d(yn, Yn − 1) > ½ を満たすものが存在する。前述の証明と同様に、C のコンパクト性より {C yn} は必ずノルム収束する部分列を含む。しかし n < m に対して
{\displaystyle \|Cy_{n}-Cy_{m}\|=\|(C-I)y_{n}+y_{n}-(C-I)y_{m}-y_{m}\|}
であるため、
{\displaystyle (C-I)y_{n}+y_{n}-(C-I)y_{m}\in Y_{m-1}}
に注意すると、||Cyn − Cym|| > ½ が分かる。これは矛盾であるため、列 { Yn = Ker(λi − A)n} はある有限の m で止まることが従う。
核の定義より、Ker(λi − C) の単位球面はコンパクトであり、したがって Ker(λi − C) は有限次元であることが分かる。同様の理由で、Ker(λi − C)n も有限次元となる。
iii) 固有ベクトル {xn} に対応する無限個（少なくとも可算）の固有値 {λn} で、すべての n に対して |λn| > ε を満たすものが存在すると仮定する。Yn = span{x1...xn} を定義する。このとき {Yn} は狭義増加列である。単位ベクトルを、yn ∈ Yn かつ d(yn, Yn − 1) > ½ が成立するように選ぶ。このとき、n < m に対して次が成り立つ。
{\displaystyle \left\|Cy_{n}-Cy_{m}\right\|=\left\|(C-\lambda _{n})y_{n}+\lambda _{n}y_{n}-(C-\lambda _{m})y_{m}-\lambda _{m}y_{m}\right\|.}
しかし
{\displaystyle (C-\lambda _{n})y_{n}+\lambda _{n}y_{n}-(C-\lambda _{m})y_{m}\in Y_{m-1}}
であるため ||Cyn − Cym|| > ε/2 となるが、これは矛盾である。
したがって、ゼロを中心とする任意の球の外側では有限個の固有値しか存在しないことが分かる。このことにより、固有値の極限点としてあり得るものはゼロのみであり、高々可算個の固有値のみが存在することが従う（iv を参照）。
iv) これは iii) より直ちに従う。固有値 {λ} の集合は次の合併である。
{\displaystyle \bigcup _{n}\left\{|\lambda |>{\tfrac {1}{n}}\right\}=\bigcup _{n}S_{n}.}
σ(C) は有界集合であり、固有値は 0 でのみ集積しうるので、各 Sn は有限である。これより求める結果が従う。
v) 行列の場合と同様に、これは正則汎函数計算の直接的な応用である。

### 不変部分空間
行列の場合と同様に、上述のスペクトル性より X をコンパクト作用素 C の不変部分空間に分解することが可能となる。λ ≠ 0 を C の固有値とする。したがって λ は σ(C) の孤立点である。正則汎函数計算を用いることで、リース射影（Riesz projection）E(λ) を次で定義できる。
{\displaystyle E(\lambda )={1 \over 2\pi i}\int _{\gamma }(\xi -C)^{-1}d\xi .}
ここで γ は σ(C) の中で λ のみを囲むジョルダン曲線である。Y を部分空間 Y = E(λ)X とする。Y に制限される C は、スペクトル {λ} を持つコンパクトな可逆作用素である。したがって Y は有限次元である。ν を、Ker(λ − C)ν = Ker(λ − C)ν + 1 を満たすものとする。ジョルダン形式を調べることで、(λ − C)ν = 0 であるが (λ − C)ν − 1 ≠ 0 であることが分かる。λ を中心とするレゾルベント写像のローラン級数より、次が分かる。
{\displaystyle E(\lambda )(\lambda -C)^{\nu }=(\lambda -C)^{\nu }E(\lambda )=0.}
したがって Y = Ker(λ − C)ν である。
E(λ) は E(λ)2 = E(λ) を満たす。したがってそれらは実際、射影作用素あるいはスペクトル射影である。定義よりそれらは C と可換である。さらに λ ≠ μ なら E(λ)E(μ) = 0 である。
- λ がゼロでない固有値なら、X(λ) = E(λ)X とする。すると X(λ) は有限次元の不変部分空間、すなわち λ の一般化固有空間となる。

- X(0) を、E(λ) の核の共通部分とする。すると X(0) は C について不変な閉部分空間であり、C の X(0) への制限はスペクトル {0} を持つコンパクト作用素である。

### コンパクトべきの作用素
B をバナッハ空間 X 上の作用素で、ある n に対して Bn がコンパクトであるようなものとすると、上述の定理は B に対しても成り立つ。